# تازة كند سبلان
تازة كند سبلان هي قرية في مقاطعة سرعين، إيران. عدد سكان هذه القرية هو 138 في سنة 2006.